# 左頌昇
左頌昇（英語：Joh Chung-Sing，1956年2月14日—），原名朱德安，香港男演員、導演。1998年移居加拿大溫哥華至今。

## 電影作品
以香港當地原始片名為主：

### 導演
- 1991年《新精武門1991》
- 1992年《漫畫威龍》

### 副導演
- 1985年《尖東梟雄》
- 1986年《流氓英雄》
- 1987年《天賜良緣》
- 1988年《猛鬼學堂》
- 1989年《流氓差婆》
- 1989年《龍之爭霸》
- 1990年《一本漫畫闖天涯》
- 1995年《沒有老公的日子》
- 1996年《運財五福星》
- 1998年《KO雷霆一擊》

### 執行導演
- 1995年《沒有老公的日子》

### 演員
- 1983年《第一把交椅》
- 1983年《摩登衙門》
- 1983年《空心大少爺》
- 1983年《瘋血》
- 1983年《狂情》
- 1984年《伊人再見》
- 1984年《君子好逑》
- 1984年《公僕》
- 1985年《小狐仙》
- 1985年《吉人天相》
- 1985年《龍鳳智多星》
- 1986年《我要金龜婿》
- 1986年《冒牌大賊》
- 1986年《惡男》
- 1986年《流氓英雄》
- 1987年《天賜良緣》
- 1987年《小生夢驚魂》
- 1987年《猛鬼差館》
- 1987年《浮世風情繪》
- 1988年《霸王女福星》
- 1988年《猛鬼學堂》
- 1988年《大話神探》
- 1989年《流氓差婆》
- 1989年《龍之爭霸》
- 1989年《義膽群英》
- 1989年《猛鬼撞鬼》
- 1989年《十面埋伏》
- 1990年《風雨同路》
- 1990年《衰鬼撬牆腳》
- 1990年《痴狼劫》
- 1990年《一本漫畫闖天涯》
- 1990年《都市煞星》
- 1991年《天地玄門》
- 1991年《新精武門1991》
- 1991年《志在出位》
- 1991年《賭霸》
- 1992年《漫畫威龍》
- 1993年《一本漫畫闖天涯II妙想天開》
- 1993年《蜜桃成熟時》
- 1994年《重慶森林》
- 1994年《沉默的姑娘》
- 1994年《殺手的童話》
- 1994年《暴雨驕陽》
- 1995年《狂野生死戀》
- 1995年《天子驕龍》
- 1995年《沒有老公的日子》
- 1997年《至激殺人犯》
- 1997年《求戀期》
- 2015年《猛龍特囧》

### 策劃
- 1991年《志在出位》
- 1991年《天地玄門》
- 1991年《禿鷹檔案》
- 1993年《一本漫畫闖天涯II妙想天開》

### 編劇
- 1988年《龍虎智多星》
- 1990年《一本漫畫闖天涯》
- 1993年《一本漫畫闖天涯II妙想天開》
- 1993年《少林英雄》

## 外部連結
- 左頌昇在香港影庫上的簡介